# Темп-АДВІС
«Темп-АДВІС» — колишній український футбольний клуб з міста Хмельницького. Існував у 1995 році.

## Історія
Наприкінці 1995 року «Темп» (Шепетівка) почав зазнавати серйозних фінансових проблем. У результаті пішов тренер, пішли ключові гравці, а сама команда понизилася в класі. Для збереження команди було прийнято рішення об'єднати клуби «Темп» (Шепетівка) і «АДВІС» (Хмельницький). Новостворена команда зайняла місце «Темпа» у першій лізі у чемпіонаті 1995/96 років, а клуб «Темп-АДВІС-2» (Шепетівка) зайняв місце «АДВІСа» у другій лізі.
Перший домашній матч у Хмельницькому на стадіоні «Поділля» гравці «Темпа» під вивіскою «Темп-АДВІС» провели в третьому турі 12 серпня, а 6 листопада домашній матч вже в Красилові на стадіоні «Юність» став останнім для хмельницького клубу. Після першого кола сезону 1995/96 років кам'янець-подільський клуб «Ратуша» замінив «Темп-АДВІС» у цьому змаганні.

## Відомі тренери
- Валерий Душков: червень — серпень 1995
- Валентин Крячко: серпень — листопад 1995